# Tenniel Evans
Tenniel Evans (Nairobi, 17 mei 1926 - High Wycombe, 10 juni 2009) was een Brits  acteur.
Tenniel Evans was een afstammeling van de broer van de bekende schrijfster George Eliot. Hij raakte bekend door een aantal rollen in populaire radiokomedies op de BBC. Later verscheen hij in televisieseries als Big Breadwinner Hog, The Two of Us, Emergency Ward 10, Inspector Morse, The Citadel, Yes, Minister en in Z-Cars.